# John Schneiter
John Schneiter, född 1899, död 15 september 1976 i Les Diablerets, Vaud, var en schweizisk bobåkare. Han deltog vid olympiska vinterspelen 1928 i Sankt Moritz och kom på trettonde plats i fyrmansbob.